# Associação dos Filhos e Amigos de Santa Quitéria
AFASQ (Associação dos Filhos e Amigos de Santa Quitéria), é uma associação civil, com sede à Rua Cel. Antonio Ernesto n.707  – Sala 04 – CENTRO – Santa Quitéria (CE), de direito privado, de caráter sócio-cultural e sócio-ambiental, sem fins lucrativos, de duração indeterminada, regida pelo presente Estatuto e pelas demais disposições legais que lhe forem aplicadas.
A AFASQ, tem como objetivos principais: promover a defesa de bens e direitos sociais, coletivos e difusos relativos ao meio ambiente, ao patrimônio cultural, aos direitos humanos e dos povos, sobretudo os nascidos e habitantes do Município de Santa Quitéria – CE e seus ascendentes, descendentes e afins; estimular o aperfeiçoamento e o cumprimento de legislação que instrumentalize a consecução dos presentes objetivos; promover projetos e ações que visem a preservação, bem como a recuperação de áreas degradadas no meio ambiente urbano e rural, bem como a proteção da identidade física, social e cultural de agrupamentos urbanos com recursos próprios ou advindos de convênios ou outras formas jurídicas possíveis; estimular a parceria, o diálogo local, a confraternização, a harmonia  e a solidariedade entre os diferentes segmentos sociais, participando junto a outras entidades de atividades que visem interesses comuns.
A AFASQ é isenta de quaisquer preconceitos ou discriminações relativas à cor, raça, credo religioso, classe social, concepção político-partidária ou filosófica e nacionalidade em suas atividades, dependências ou em seu quadro social.

## Ações
A AFASQ tem desenvolvido ao longo dos últimos anos ações voltadas para o bem da coletividade quiteriense, estamos apresentando aos quiterienses uma sinopse das principais atividades e funções de nossa associação entre elas podemos destacar:
- Projeto de Genealogia Quiteriense; ( A Árvore Quiterinse da Vida )
- Projeto de implantação do Museu Quiterinse
- Festa do Reencontro;
- Comenda Jacurutu de Ouro
- Natal Solidário
- Projeto “A Paz esta em nossas mãos”

## Comenda Jacurutu de Ouro
Dentro do processo de valorização do povo e por ocasião da tradicional Festa do Reencontro,  criamos a Comenda Jacurutu de Ouro que traz no seu design o mapa político do município contemplando nossas raízes e um Patrono para cada segmento de abrangência, como forma de reconhecimento, valorização e engrandecimento aqueles que com ações diretas ou indiretas contribuíram ou contribuem para o processo de crescimento do nosso município.
Nossa associação destacou como pontos de fortalecimento e homenagem o setor da Cultura, Educação e Saúde, por entendermos serem os pontos de maior importância para a sociedade. A Comenda Jacurutu de Ouro será entregue anualmente, e constituída dos troféus:
- “Troféu Monsenhor Luís Ximenes, Mérito na Cultura”;
- “Troféu Profª. Araci Magalhães Martins, Mérito na Educação”;
- “Troféu Dr. Afonso Walter Magalhães Pinto, Mérito na Saúde”